# Friedhof Bogenhausen
Der Friedhof Bogenhausen, auch Friedhof St. Georg genannt, ist ein Friedhof mit städtischem und kirchlichem Teil an der spätbarocken Kirche St. Georg in dem am rechten Isar-Hochufer gelegenen Münchner Stadtteil Bogenhausen.
Der kleine Friedhof entwickelte sich seit der Mitte des 20. Jahrhunderts zur bevorzugten Begräbnisstätte prominenter Künstler und gilt daher als Spiegelbild Münchner und deutscher Kultur- und Geistesgeschichte. Die zur Verfügung stehenden 208 Grabplätze sind besonderen Voraussetzungen zum Graberwerb unterworfen.

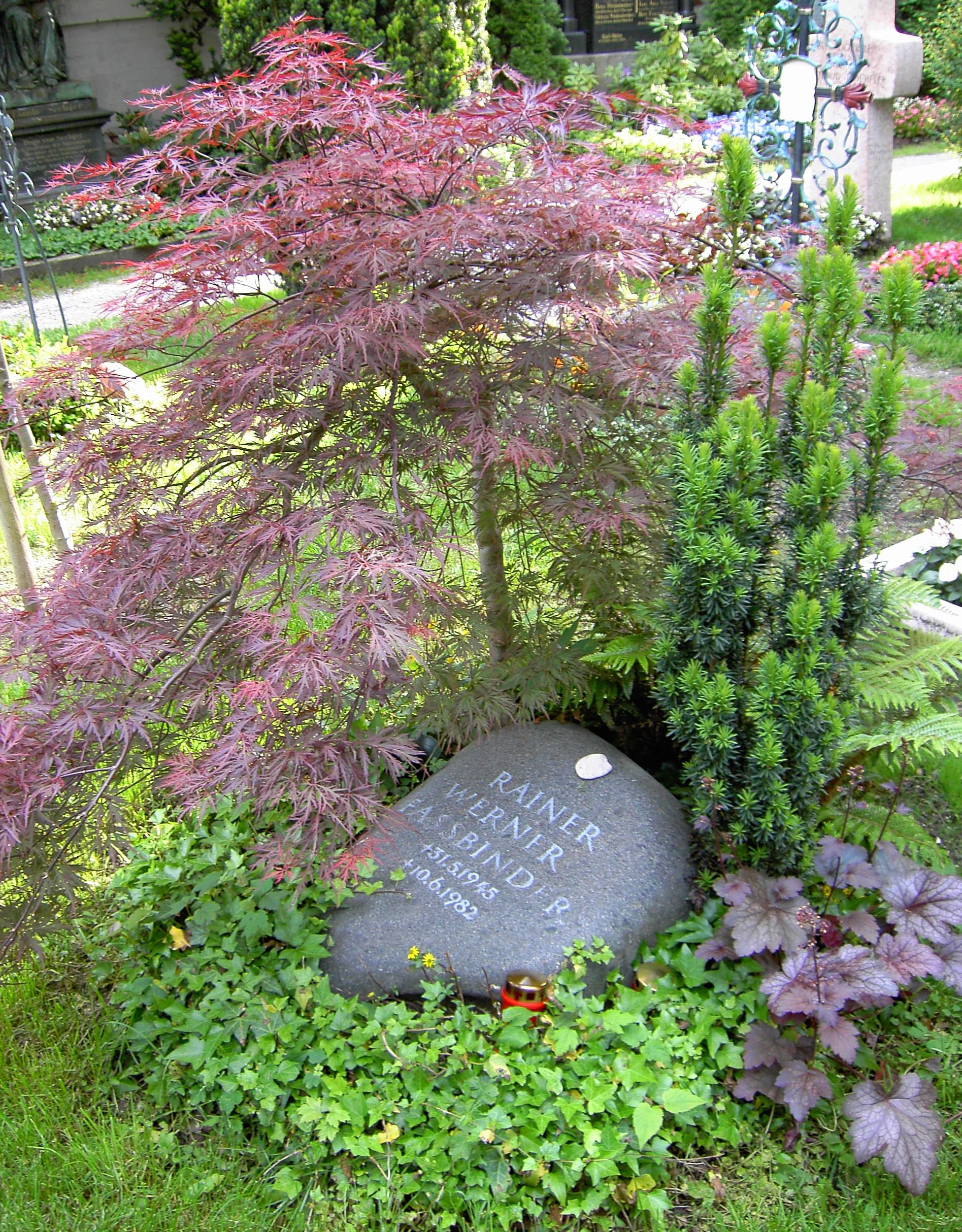
Grabstein von Rainer Werner Fassbinder in Bogenhausen

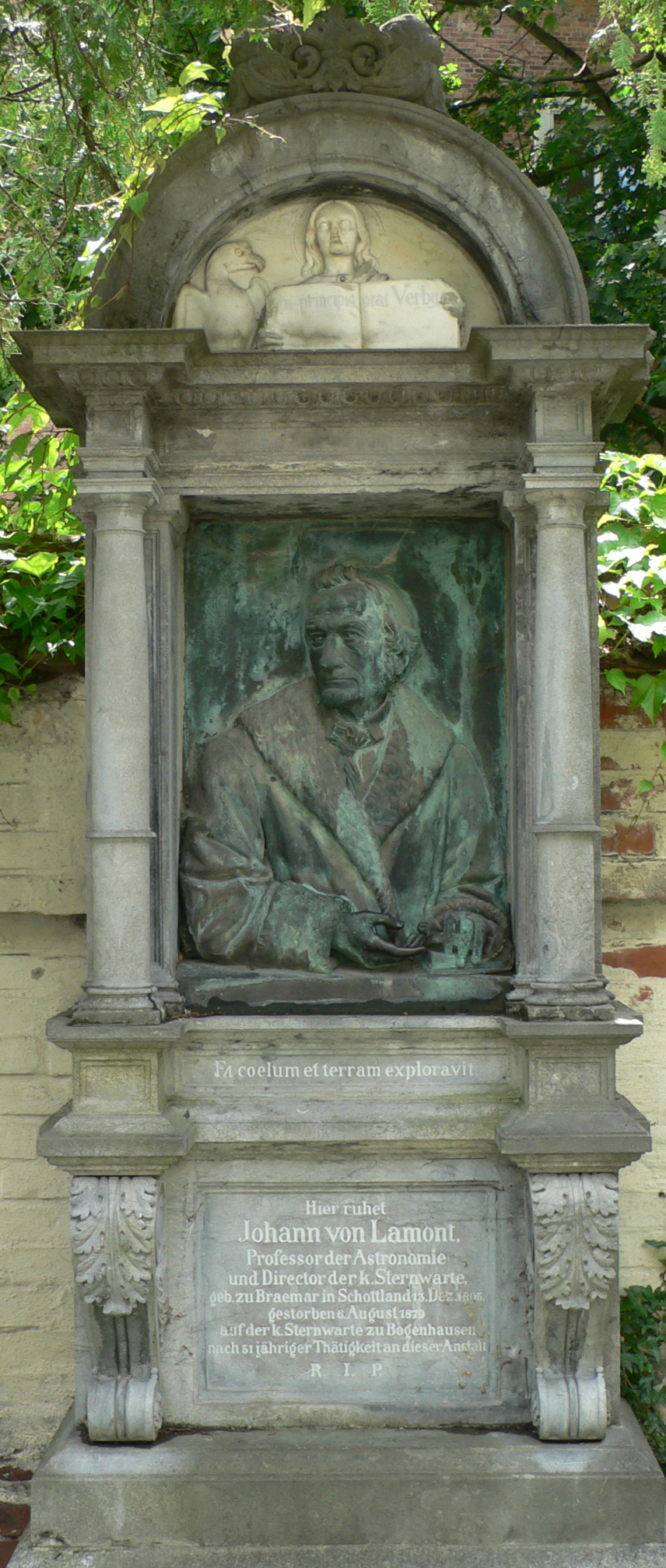
Grab von Johann von Lamont in Bogenhausen

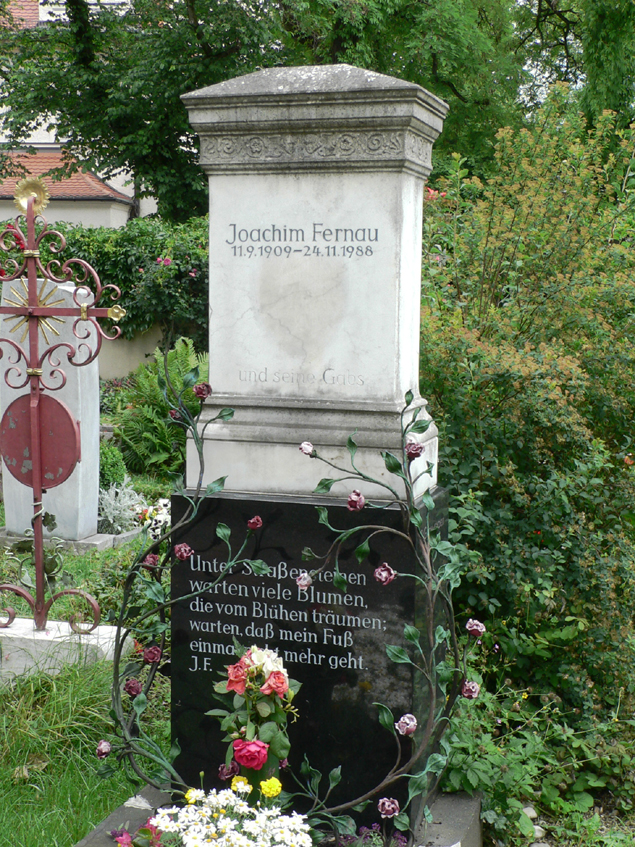
Grab von Joachim Fernau in Bogenhausen

## Geschichte
Der Friedhof wurde wahrscheinlich schon im 9. Jahrhundert angelegt und diente als Ruhestätte der alteingesessenen Bogenhausener Familien. 1892 wurde Bogenhausen nach München eingemeindet, der ehemalige Dorffriedhof wurde aber erst 1902 von der Stadt München übernommen. 1952 wurde er komplett neu gestaltet, 1959 wurde der städtische Teil, das Gräberfeld 3 und die angrenzenden Mauergräber, in aufgelockerter Form neu gestaltet.

## Gelände
Der Friedhof liegt am Bogenhauser Kirchplatz direkt an der St.-Georgs-Kirche und ist von einer efeuumrankten Friedhofsmauer umgeben und in drei Gräberfelder eingeteilt.
Der alte, südliche Teil mit den angrenzenden Mauergräbern gehört der Pfarrkirchenstiftung Heilig Blut, fast der ganze nördliche Teil nebst Mauergräbern und Urnennischen gehört der Landeshauptstadt München.
Die Ruhezeit für Leichen und Aschen ab dem 11. Lebensjahr beträgt 15 Jahre.
Eine Reihe prominenter Münchner und Wahlmünchner, Künstler, Wissenschaftler, Politiker, Beamte und Unternehmer haben auf dem Friedhof eine Gedenkstätte erhalten. Gleichwohl dominieren bescheidene Gräber mit schmiedeeisernen, bemalten Grabkreuzen und kleine Grabsteine das Bild, ganz anders als auf den anderen, großen Friedhöfen mit ihren Mausoleen, Marmorskulpturen oder steinernen Engeln.

## Graberwerb
Voraussetzungen für den Erwerb eines Grabnutzungsrechtes sind:
1. eine in den Aufteilungsplänen ausgewiesene freie Grabstätte,
2. das Vorliegen eines aktuellen Sterbefalles und
3. ein zum Zeitpunkt des Todestages mindestens 30 Jahre währender Wohnsitz des Verstorbenen in den Stadtbezirksvierteln: 13.35, 13.71, 13.72, 13.73, 13.74 südlich des Isarrings sowie 13.75
4. oder aber es handelt sich – nach Ermessen der Stadt München – bei dem Verstorbenen um eine bekannte Persönlichkeit, die sich um die Landeshauptstadt München in besonderer Weise verdient gemacht hat.

## Persönlichkeiten

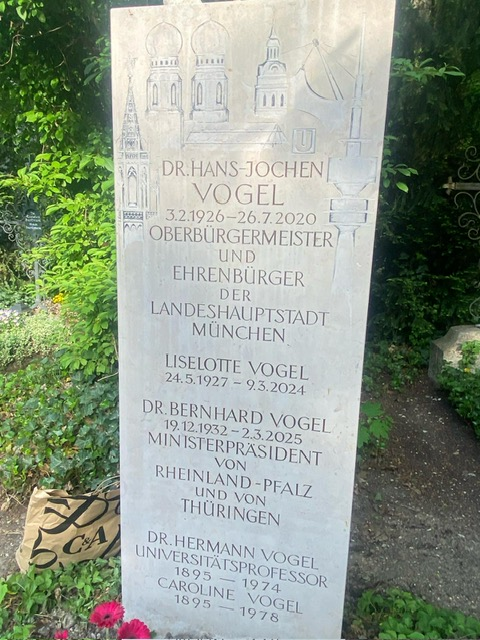
Der Grabstein der Politiker-Brüder Bernhard Vogel (CDU) und Hans-Jochen Vogel (SPD), dessen Frau Liselotte und die Eltern der Brüder Hermann und Caroline Vogel.

Neben anderen Persönlichkeiten fanden auf dem Bogenhausener Friedhof ihre letzte Ruhe:
- Schauspieler Rolf Boysen (1920–2014)
- Schriftsteller Joseph Breitbach (1903–1980)
- Schauspieler, Regisseur Gerd Brüdern (1920–1968)
- Schriftsteller, Jurist, Theaterdirektor Wilhelm Diess (1884–1957)
- Regisseur Helmut Dietl (1944–2015)
- Modeunternehmer Max Dietl (1914–1991)
- Schauspieler Friedrich Domin (1902–1961)
- Dramatiker Tankred Dorst (1925–2017)
- Filmproduzent Bernd Eichinger (1949–2011)
- Regisseur Rainer Werner Fassbinder (1945–1982)
- Theatermusiker Max Christian Feiler (1904–1973)
- Schriftsteller Joachim Fernau (1909–1988)
- Schauspieler Helmut Fischer (1926–1997)
- Schriftsteller Oskar Maria Graf (1894–1967)
- Schauspieler Robert Graf (1923–1966)
- Pressechef NSDAP Ernst Hanfstaengl (1887–1975)
- Publizist Wilhelm Hausenstein (1882–1957)
- Schauspielerin Margot Hielscher (1919–2017)
- Schauspielerin Gisela Hoeter (1922–2010)
- Architekt und Karikaturist Ernst Hürlimann (1921–2001)
- Schriftsteller Erich Kästner (1899–1974)
- Schauspielerin Liesl Karlstadt (Elisabeth Wellano) (1892–1960)
- Schauspieler Alexander Kerst (1924–2010)
- Dirigent Hans Knappertsbusch (1888–1965)
- Schriftstellerin Annette Kolb (1870–1967)
- Schauspieler Werner Kreindl (1927–1992)
- Astronom Johann von Lamont (1805–1879)
- Regisseur Hans Lietzau (1913–1991)
- Architekt Hansjakob Lill (1913–1967)
- Schauspieler Siegfried Lowitz (1914–1999)
- Musikproduzent Monti Lüftner (1931–2009)
- Schriftsteller Peter de Mendelssohn (1908–1982)
- Bühnenbildner Emil Preetorius (1883–1973)
- Journalist Hermann Proebst (1904–1970)
- Anatom Benno Romeis (1888–1971)
- Bildhauer Karl Romeis (1895–1960)
- Porträtmaler Karl Friedrich Roth (1890–1960)
- Unternehmer Josef Schörghuber (1920–1995)
- Modeschöpfer Heinz Schulze-Varell (1907–1985)
- Physiker und Unternehmer Hermann Schwarz (1908–1995)
- Regisseur und Schauspieler Hans Schweikart (1895–1975)
- Schauspieler Walter Sedlmayr (1926–1990)
- Astronom Hugo von Seeliger (1849–1924)
- Bürgermeister und Ziegeleibesitzer Josef Selmayr Jr. (1851–1909)
- Hofastronom Johann Georg von Soldner (1776–1833)
- Politiker Bernhard Vogel (1932–2025)
- Politiker Hans-Jochen Vogel (1926–2020)
- Agrarwissenschaftler Hermann Vogel (1895–1974)
- Schauspieler Peter Vogel (1937–1978)
- Schauspieler Rudolf Vogel (1900–1967)
- Schauspieler Gustl Waldau (1871–1958)
- Schauspieler Carl Wery (1897–1975)
- Astronom Alexander Wilkens (1881–1968)
- Bildhauer Hans Wimmer (1907–1992)
- Schauspielerin Maria Wimmer (1911–1996)
- Patentanwältin und Pazifistin Freda Wuesthoff (1896–1956)

- Politikerin Zita Zehner (1900–1978), Grabstelle 2011 aufgelöst